# Parque nacional Sierra Martín García
El Parque nacional Sierra Martín García es un área protegida en las Antillas Mayores en el suroeste de la República Dominicana y al sur de la isla la Española en el Mar Caribe. Posee unas 31, 950 hectáreas y fue declarado parque nacional en el año 1996 y ratificado al siguiente año mediante el decreto 319-97.m
Protege a una variedad de fauna y flora que incluye bosques nublados y alrededor de 105 especies de aves. Administrativamente se localiza entre las provincias de Azua y Barahona, y debe su nombre a la Punta Martín García. Su punto más elevado es el llamado "Loma del Curro" que alcanza los 1343 m.